# On the Run (gira de Paul McCartney)
On the Run fue una gira musical del músico británico Paul McCartney. Comenzó el 15 de julio de 2011 y finalizó el 29 de noviembre de 2012.

## Antecedentes
Tras haber realizado una treintena de conciertos ante más de 1.000.000 de fanes durante el año 2010, McCartney ha sido señalado sin lugar a dudas como el más grande atractivo para las audiencias más entusiastas y críticos de The Beatles, Wings y como artista en solitario, sin comparar sus casi 50 años de carrera.
La gira fue promovida por AEG Live, con la excepción del concierto en el Estadio de los Yankees que fueron presentados por HP. Los conciertos en México fueron promovidas por Nextel. En una entrevista con Billboard en febrero de 2012, McCartney dijo acerca de su banda de gira: "No se enfrían estamos teniendo un muy buen momento, y el año pasado tuvimos bastantes fechas Es un placer tocar y el próximo mes habremos estado juntos 10 años. Eso es lo suficientemente largo para hacer una banda adecuada ".

## Norteamérica
En respuesta a la creciente demanda por boletos para el debut de McCartney en el Yankee Stadium, se agregó una segunda fecha, confirmada para el sábado 16 de julio. A las presentaciones del 26 y 27 de julio de en el Bell Centre de Montreal, Canadá se agregaron tres fechas adicionales en su gira, el 24 de julio en Comerica Park en Detroit, el 31 de julio en Wrigley Field en Chicago, y el 4 de agosto en The Great American Ball Park en Cincinnati. Los conciertos en Detroit, Chicago y Cincinnati serán regresos anticipados a las ciudades donde McCartney realizó históricas presentaciones en el pasado: los conciertos en Comerica Park y Wrigley Field serán sus primeras visitas al área de Detroit y Chicago desde 2005 (McCartney no se había presentado en Detroit desde 1976, dentro de su gira Wings Over America Tour), mientras que el concierto en Great American Ball Park será el primer regreso de McCartney en 18 años después de la gira The New World Tour en 1993).

Paul McCartney en el Wrigley Field el 1 de agosto de 2011

Por último, visitó México por cuarta vez. El 5 de mayo se presentó en el Estadio Omnilife de Guadalajara ante 37 mil personas. El 8 de mayo se presentó en el Estadio Azteca en la Ciudad de México ante 80,000 personas. El 10 de mayo de 2012 se presentó en el Zócalo de la Ciudad de México ante 250 mil personas, rompiendo récord de asistencia a un concierto de Sir Paul McCartney, al dirigirse al público habló en español y uso modismos y palabras propias de los mexicanos capitalinos, las cuales fueron ovacionadas. En éste, cantó Ob-La-Di, Ob-La-Da con el tradicional Mariachi. Asimismo, McCartney dijo:
"Fue muy emotivo y emocionante que la gente que no podría ser capaz de pagar por venir a nuestros shows podrían llegar a esto. Era como la Beatlemanía todo de nuevo. Cuando se visita lugares que usted no va a menudo como América del Sur, he estado ahorrando la emoción para que cuando llegue allí permitan que todos vaya. Cuando estás en una banda que espera la gente le va a gustar lo que haces y cuando les gusta tanto como lo hicieron aquí es absolutamente un zumbido bastante ".
En la misma capital de México, McCartney fue nombrado Embajador Turístico de la Ciudad de México por el Jefe de Gobierno del Distrito Federal Marcelo Ebrard Casaubón. Este concierto fue transmitido vía Internet a través de la página web de Coca Cola.

## Medio Oriente
El 13 de noviembre de 2011, McCartney realizó su primer gran concierto en Emiratos Árabes Unidos, en la ciudad de Abu Dabi en el Yas Arena, este fue el primer concierto de Sir Paul en dicho país.

## Europa
Después del éxito de Sir Paul en Norteamérica y Medio Oriente, visitó varios países de Europa como Italia, Francia, Alemania, Finlandia, Bélgica, Suiza etc. Durante la presentación del 5 de diciembre en Reino Unido, toco junto a Ron Wood la canción Get Back. El 14 de diciembre de 2011 se presentó en Moscú, marcando así su regreso a Rusia después de casi 7 años desde la gira '04 Summer. Durante sus presentaciones en Europa interpretó por primera vez el clásico Yellow Submarine de los beatles.

## Sudamérica

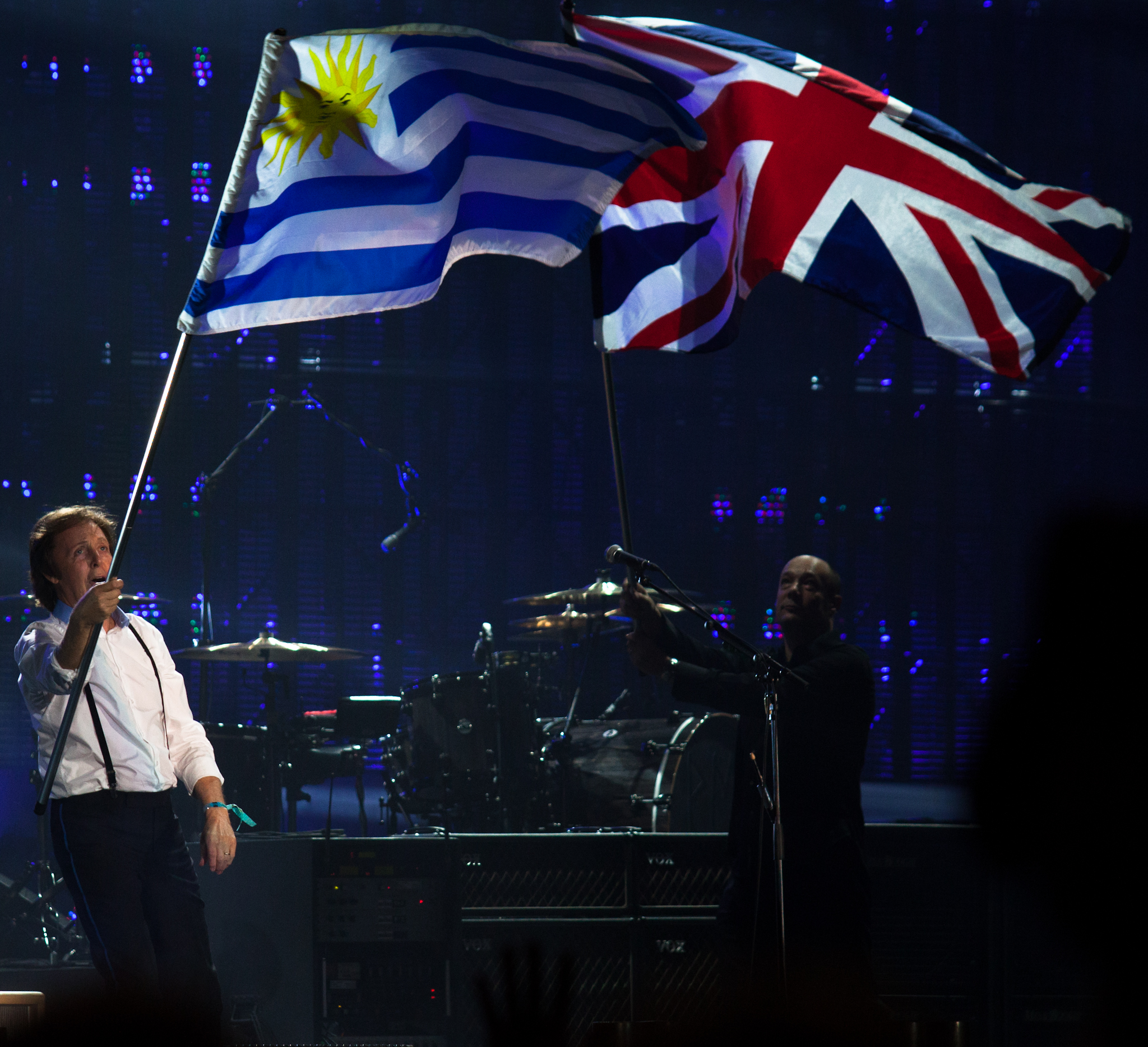
Paul durante un concierto en Uruguay

Esta gira trajo a Paul McCartney nuevamente a Sudamérica, el anuncio oficial se hizo el 24 de marzo a través de la página web del músico quien visitó lugares a los que nunca había ido como Uruguay, donde actuó el 15 de abril en el Estadio Centenario de Montevideo.
Luego arribó a Paraguay para un concierto en el Estadio Defensores del Chaco el 17 de abril ante 30.000 personas en Asunción. También estuvo el 19 de abril en el Estadio Nemesio Camacho El Campín de Bogotá, la capital de Colombia y posteriormente se presentó en Brasil, el 21 y 22 de abril en la ciudad de Recife y el 25 de abril en Florianópolis Con esta vuelta, es el tercer año consecutivo que el músico va a Latinoamérica.

## La banda
| Rusty Anderson (guitarra eléctrica, guitarra acústica, coros)                          | Paul McCartney (vocalista, bajo, guitarra eléctrica, guitarra acústica, piano, ukelele, mandolina) | Paul McCartney (vocalista, bajo, guitarra eléctrica, guitarra acústica, piano, ukelele, mandolina) | Paul McCartney (vocalista, bajo, guitarra eléctrica, guitarra acústica, piano, ukelele, mandolina) | Brian Ray (guitarra eléctrica, guitarra acústica, bajo, coros) |
| Paul "Wix" Wickens (teclados, guitarra acústica, percusión, armónica, acordeón, coros) | Paul McCartney (vocalista, bajo, guitarra eléctrica, guitarra acústica, piano, ukelele, mandolina) | Paul McCartney (vocalista, bajo, guitarra eléctrica, guitarra acústica, piano, ukelele, mandolina) | Paul McCartney (vocalista, bajo, guitarra eléctrica, guitarra acústica, piano, ukelele, mandolina) | Abe Laboriel, Jr. (batería, percusión, bajo, coros)            |

## Lista de canciones
1. "Hello Goodbye" o "Magical Mystery Tour"
2. "Junior's Farm"
3. "All My Loving"
4. "Jet"
5. "Drive My Car" o "Got to Get You into My Life"
6. "Sing the Changes"
7. "The Night Before"
8. "Let Me Roll It"
9. "Paperback Writer"
10. "The Long And Winding Road"
11. "Nineteen Hundred and Eighty Five"
12. "Come and Get It" o "My Valentine"
13. "Maybe I'm Amazed"
14. "I've Just Seen a Face" o "I'm Looking Through You"
15. "Hope of Deliverance"
16. "And I Love Her" , "I Will" o "Two of Us"
17. "Blackbird"
18. "Here Today"
19. "Dance Tonight"
20. "Mrs Vandebilt" o "Yellow Submarine"
21. "Every Night"
22. "Eleanor Rigby"
23. "Something"
24. "Band On The Run"
25. "Ob-La-Di, Ob-La-Da"
26. "Birthday"
27. "Back In The USSR"
28. "I've Got a Feeling"
29. "A Day in the Life"/"Give Peace A Chance"
30. "Let It Be"
31. "Live And Let Die"
32. "Hey Jude"

Encore 1
1. "The Word"/"All You Need Is Love" , "Lady Madonna" o "Wonderful Christmastime"
2. "Day Tripper"
3. "Get Back"

Encore 2
1. "Yesterday"
2. "I Saw Her Standing There" o "Helter Skelter"
3. "Golden Slumbers"/"Carry That Weight"/"The End"

## Fechas
| Fecha                   | Ciudad           | País                   | Recinto                           |
| ----------------------- | ---------------- | ---------------------- | --------------------------------- |
| Norteamérica            |                  |                        |                                   |
| 15 de julio de 2011     | Nueva York       | Estados Unidos         | Yankee Stadium                    |
| 16 de julio de 2011     | Nueva York       | Estados Unidos         | Yankee Stadium                    |
| 24 de julio de 2011     | Detroit          | Estados Unidos         | Comerica Park                     |
| 26 de julio de 2011     | Montreal         | Canadá                 | Bell Centre                       |
| 27 de julio de 2011     | Montreal         | Canadá                 | Bell Centre                       |
| 31 de julio de 2011     | Chicago          | Estados Unidos         | Wrigley Field                     |
| 1 de agosto de 2011     | Chicago          | Estados Unidos         | Wrigley Field                     |
| 4 de agosto de 2011     | Cincinnati       | Estados Unidos         | Great American Ball Park          |
| Medio Oriente           |                  | Estados Unidos         |                                   |
| 13 de noviembre de 2011 | Abu Dabi         | Emiratos Árabes Unidos | Yas Arena                         |
| Europa                  |                  |                        |                                   |
| 26 de noviembre de 2011 | Bolonia          | Italia                 | Unipol Arena                      |
| 27 de noviembre de 2011 | Milán            | Italia                 | Mediolanum Forum                  |
| 30 de noviembre de 2011 | París            | Francia                | Palais Omnisports de Paris-Bercy  |
| 1 de diciembre de 2011  | Colonia          | Alemania               | Lanxess Arena                     |
| 5 de diciembre de 2011  | Londres          | Reino Unido            | Millennium Dome                   |
| 10 de diciembre de 2011 | Estocolmo        | Suecia                 | Globen Arena                      |
| 12 de diciembre de 2011 | Helsinki         | Finlandia              | Hartwall Arena                    |
| 14 de diciembre de 2011 | Moscú            | Rusia                  | Estadio Olimpiski                 |
| 19 de diciembre de 2011 | Mánchester       | Reino Unido            | Manchester Arena                  |
| 20 de diciembre de 2011 | Liverpool        | Reino Unido            | Echo Arena Liverpool              |
| 24 de marzo de 2012     | Róterdam         | Países Bajos           | Ahoy Rotterdam                    |
| 26 de marzo de 2012     | Zúrich           | Suiza                  | Hallenstadion                     |
| 28 de marzo de 2012     | Antwerp          | Bélgica                | Sportpaleis                       |
| 29 de marzo de 2012     | Londres          | Reino Unido            | Royal Albert Hall                 |
| Sudamérica              |                  |                        |                                   |
| 15 de abril de 2012     | Montevideo       | Uruguay                | Estadio Centenario                |
| 17 de abril de 2012     | Asunción         | Paraguay               | Estadio Defensores del Chaco      |
| 19 de abril de 2012     | Bogotá           | Colombia               | Estadio Nemesio Camacho El Campín |
| 21 de abril de 2012     | Recife           | Brasil                 | Estadio de Arruda                 |
| 22 de abril de 2012     | Recife           | Brasil                 | Estadio de Arruda                 |
| 25 de abril de 2012     | Florianópolis    | Brasil                 | Estadio de la Ressacada           |
| Norteamérica            |                  |                        |                                   |
| 5 de mayo de 2012       | Guadalajara      | México                 | Estadio Omnilife                  |
| 8 de mayo de 2012       | Ciudad de México | México                 | Estadio Azteca                    |
| 10 de mayo de 2012      | Ciudad de México | México                 | Zócalo Capitalino                 |
| 11 de noviembre de 2012 | Saint Louis      | Estados Unidos         | Scottrade Center                  |
| 14 de noviembre de 2012 | Houston          | Estados Unidos         | Minute Maid Park                  |
| 25 de noviembre de 2012 | Vancouver        | Canadá                 | BC Place                          |
| 28 de noviembre de 2012 | Edmonton         | Canadá                 | Rexall Place                      |
| 29 de noviembre de 2012 | Edmonton         | Canadá                 | Rexall Place                      |